# Centre hospitalier de la Dracénie
Le  Centre hospitalier de la Dracénie est situé Route de Montferrat, à Draguignan, commune française, chef-lieu du département du Var et située dans la région Provence-Alpes-Côte d'Azur. 
Il dispose d'équipes médicales dans la plupart des disciplines,, : pôles médico-technique ; santé mentale ; cancérologie ; gériatrie ; femme-mère-enfant ; médecine-urgences ; interventionnel. 
Etablissement pivot sur le territoire Var-Est, il est membre depuis juillet 2016 du Groupement hospitalier de territoire (GHT). 

## Historique
Le premier hôpital de Draguignan a été fondé vers la fin du XIIIe siècle par les pèlerins de Saint Jacques de Compostelle. 
L'arrivée des Capucins en 1600 s'est matérialisée par la fondation d'un couvent aux portes de la ville, chemin de Folletière. Celui-ci est devenu l'Hôtel-Dieu Saint-Jacques-et-Saint-Lazare en 1768 puis transformé en hôpital à partir de 1792. 
Le nouveau centre hospitalier de la Dracénie a, lui, ouvert ses portes sur le site actuel en 1985. 
Quant au site de l’ancien hôpital, en centre-ville, il a été dédié :
- à l’hébergement des personnes âgées (Établissement d'hébergement pour personnes âgées dépendantes et Unité de soins de longue durée),
- aux activités extrahospitalières du pôle de Santé mentale (Hôpital de jour et Centre médico-psychologique),
- au Centre d'action médico-sociale précoce (CAMSP) pour les enfants de 0 à 6 ans,
- au Centre de soins, d'accompagnement et de prévention en addictologie (CSAPA),
- au Service de soins infirmiers à domicile (SSIAD),
- à l’Accueil de jour alzheimer (AJA) « La Méditerranée »[7].

L'établissement avait été durement touché par la crue du 15 juin 2010 et a nécessité d'importants travaux qui ont été élargis pour prendre en compte les restructurations actuelles.

## Le Groupement Hospitalier de Territoire (GHT) du Var
Le GHT (forme de solidarité inter-établissements), auquel le centre hospitalier de la Dracénie est membre, avec les 7 autres centres hospitaliers du département et l'Hôpital d'instruction des armées Sainte-Anne de Toulon a été officiellement créé en juillet 2016, conformément à l’article 107 de la loi du 26 janvier 2016 de modernisation du système de santé. L’objet du GHT est de permettre aux établissements parties de mettre en œuvre une stratégie de prise en charge commune et graduée du patient, dans le but d’assurer une égalité d’accès à des soins sécurisés et de qualité. Il assure la rationalisation des modes de gestion. 
Le groupement hospitalier de territoire du Var est composé des établissements suivants :

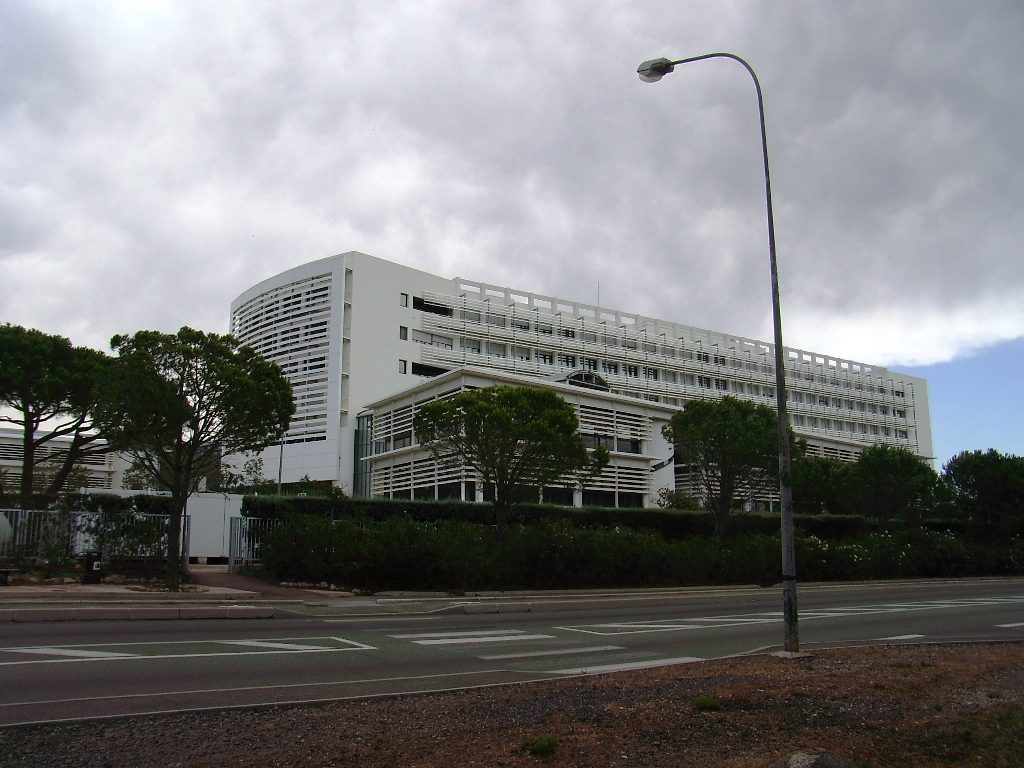
le centre hospitalier intercommunal Fréjus-Saint-Raphaël a été désigné établissement siège d’une communauté hospitalière de territoire (CHT).

- Centre hospitalier Jean Marcel, boulevard Joseph Monnier, CS 10301 à Brignoles (83175 Cedex),
- Centre hospitalier départemental du Var, 7 rue Jean Jaurès à Le Luc (83340),
- Centre hospitalier Marie José Treffot, avenue Maréchal Juin, BP 82, à Hyères (83407 Cedex),
- Centre hospitalier Pierrefeu du Var, Quartier Barnencq à Pierrefeu du Var (83091),
- Centre hospitalier St-Tropez, rond-point général Diego Brosset, RD 559 à Gassin (83580),
- Centre hospitalier intercommunal de Toulon-La Seyne-sur-Mer, 54 rue Henri Sainte Claire Deville, CS 31412 à Toulon (83056 Cedex),
- Centre hospitalier intercommunal Bonnet de Fréjus-Saint-Raphaël, 240 avenue de Saint Lambert, BP 110 à Fréjus (83608 Cedex),

À compter du 15 décembre 2014 , le centre hospitalier intercommunal Fréjus-Saint-Raphaël a été désigné établissement siège d’une communauté hospitalière de territoire (CHT) réunissant les centres hospitaliers de Fréjus-Saint-Raphaël, le centre hospitalier de Saint-Tropez (pôle de santé du golfe de Saint-Tropez) et le centre hospitalier de la Dracénie à Draguignan,,.
Depuis 2016, il est ainsi appelé à jouer également un rôle central dans la coordination des professionnels de santé et du secteur social, notamment pour améliorer la prise en charge des personnes âgées, en portant la MAIA de la Dracénie et du golfe de Saint-Tropez et la Coordination Territoriale des Aînés (CTA) du Var-Est, deux structures installées en centre-ville.
Dans chaque GHT, les établissements parties élaborent un Projet Médical Partagé (PMP) garantissant une offre de proximité, ainsi que l’accès à une offre de référence et de recours. Une première version de ce PMP a été formalisée en juillet 2017.
En janvier 2018, le centre hospitalier a rouvert une unité de soins en milieu pénitentiaire, au sein de la nouvelle Maison d'arrêt de Draguignan, pour la prise en charge somatique et psychiatrique des détenus.

## Missions et offre de soins
Le Centre hospitalier répond à quatre missions essentielles du Service public hospitalier, en conformité avec la loi de modernisation du système de santé du 26 janvier 2016 :
- une mission de soins en assurant les examens de diagnostic, la surveillance et le traitement des hospitalisés, ainsi que l’aide médicale d’urgence, 24 h/24 tous les jours de l’année, pour les pathologies somatiques comme psychiques ;
- une mission de santé publique, en relayant sur le terrain toutes les actions de prévention, de dépistage et d’éducation à la santé ;
- une mission d’enseignement et de formation du personnel médical et para-médical ;
- une mission dans le champ médico-social tourné vers des publics particuliers tels que les personnes âgées et les enfants handicapés.

Une offre hospitalière publique exclusive pour :
- la chirurgie vasculaire ;
- la Chirurgie maxillo-faciale et la stomatologie ;
- la chirurgie endocrinienne ;
- la chirurgie des plaies ;
- l’activité médico chirurgicale d’ORL.

Une activité affirmée en cancérologie comme établissement support du centre de coordination en cancérologie (3C), et de l’unité de soins palliatifs du Var-Est pour :
- les traitements par chimiothérapie ;
- la chirurgie des cancers du sein ;
- la chirurgie des cancers gynécologiques ;
- la chirurgie des cancers digestifs ;
- la chirurgie des cancers ORL et maxillo-faciaux.

### Budget
Quelques chiffres pour 2017, :
- son budget principal était de 91 542 830 € ;
- produits versés par l'Assurance Maladie 70 437 763 € (77 %) ;
- recettes diverses 13 203 067 € (14 %) ;
- autres produits de l'activité hospitalière 7 901 999 € (9 %) ;
- total des investissements : 3 892 420 €.

### Offre de soins
Le centre hospitalier est structuré en pôles d'activités :
- pôles médecine–chirurgie–obstétrique (MCO) :
  - pôle A : ugences-SAMU-SMUR / UCSA / laboratoire / imagerie médicale / pharmacie / consultations externes centralisées
  - pôle B : chirurgie orthopédique, traumatologique et  viscérale / chirurgie ambulatoire / anesthésie / bloc opératoire / mère-enfant,
  - pôle C : médecine interne / cardiologie-pneumologie / addictologie-ELSA / réanimation / gériatrie post-urgences / équipe mobile de gériatrie / gastro-entérologie-oncologie / équipe territoriale de soins palliatifs / hj médecine et pneumologie.
- pôles psychiatrie :
  - pôle D : pédopsychiatrie,
  - pôle E : psychiatrie générale.
- consultations externes[19].
- gynécologie / obstétrique[20].

## Accès, voies de communication et transports

### Réseau routier

#### Voies routières actuelles
La ville de Draguignan n'est pas desservie par l'autoroute mais est reliée directement par la D 1555 à l'A8 (échangeur no 36 au Muy situé à 13 km).
Un itinéraire de contournement permet d'éviter le centre-ville depuis le sud en arrivant de Trans-en-Provence et d'accéder plus rapidement au centre hospitalier situé au nord de l'agglomération.
La ville est située à 869 km de Paris, 141 km de Marseille, 89 km de Nice, 86 km de Toulon, 30 km de Fréjus, 105 km de Digne-les-Bains et à environ 35 km du Golfe de Saint-Tropez.

### Transports en commun
Les transports urbains sont gérés par la communauté d'agglomération dracénoise (TED Bus) qui propose trois lignes urbaines ainsi que des lignes à destination de certaines communes de l'agglomération comme la gare de Les Arcs-Draguignan, Ampus, Flayosc, Le Muy et Lorgues et une autre qui relie les communes de l'agglomération dracénoise entre elles qui fonctionnent à la demande.
Les bus du conseil général du Var desservent depuis Draguignan les villes de Toulon, Brignoles, Aups, Fayence, Fréjus ou encore Le Luc.

### Réseau ferroviaire
La gare la plus proche de Draguignan est celle des Arcs-Draguignan, desservie par le TGV et située à douze kilomètres du centre-ville. Des navettes par autobus ont été mises en place par la communauté d'agglomération, au départ de la gare de Draguignan, transformée désormais en gare routière par ajout d'une halle couverte où stationnent les autobus au départ, à l'emplacement de l'ancien faisceau de voies. La gare de Draguignan accueille deux guichets, celui de la SNCF et celui des transports de l'agglomération.

#### Lignes SNCF
Lignes Express Régionales (LER).
Les gares SNCF les plus proches sont :
- la gare d'Aix-en-Provence ;
- la gare de Marseille-Saint-Charles ;
- la gare des Arcs - Draguignan ;
- la gare de Toulon.

### Transports aériens
- aéroport de Marseille Provence
- aéroport de Toulon-Hyères
- aéroport de Nice-Côte d'Azur

### Transports sanitaires
Depuis le 26 juin 2019, le centre hospitalier de la Dracénie déploie le logiciel « PTAH » de la société Geosoft Aquitaine. Cette application permet de réaliser les demandes de transports sanitaires et de les transmettre aux sociétés de transport.